# Packalpe
Packalpe är en bergskedja i Österrike.   Den ligger i förbundslandet Steiermark, i den östra delen av landet, 180 km sydväst om huvudstaden Wien.
I omgivningarna runt Packalpe växer i huvudsak blandskog. Runt Packalpe är det ganska tätbefolkat, med 58 invånare per kvadratkilometer.